# Martín (Hache)
Martín (Hache) é um filme hispano-argentino de 1997 dirigido por Adolfo Aristarain.

## Elenco principal
- Federico Luppi	 ... 	Martín
- Juan Diego Botto	... 	Hache
- Eusebio Poncela	... 	Dante
- Cecilia Roth	... 	Alicia
- Sancho Gracia
- Ana María Picchio
- Enrique Liporace

## Prêmios e indicações
Martín (Hache) recebeu 17 prêmios e 7 indicações, incluindo melhor diretor, no Festival de Havana e melhor atriz — Cecilia Roth, premiada em Havana e na Espanha (Prêmio Goya). 